# Diecezja Nacala
Diecezja Nacala – łac. Dioecesis Nacalana – diecezja Kościoła rzymskokatolickiego w Mozambiku. Należy do metropolii Nampula. Została erygowana 11 października 1991.